# Красноселци
Красноселци е село в Североизточна България. То се намира в Община Омуртаг, област Търговище.